# Bahía Chilota
Bahía Chilota es una entrada de mar en el este de la Isla Grande de Tierra del Fuego. Corresponde a una bahía del estrecho de Magallanes, separada a unos 34 km del continente americano, respecto a la ciudad de Punta Arenas. En su orilla más oriental se emplaza la ciudad de Porvenir.
Posee una longitud de 6,5 km y un ancho máximo de poco más de 1 km. A 2 km de su entrada, en una pequeña península, se encuentra el embarcadero Bahía Chilota, donde recalan transbordadores provenientes del terminal Tres Cruces de Punta Arenas. Alrededor del terminal marítimo se asienta un pequeño caserío, también denominado Bahía Chilota, que se encuentra a 5 km de Porvenir,  y que en 2017 contaba con una población de 61 personas. 
En el lugar desembarcaron en 1883 las primeras embarcaciones que llevaban buscadores de oro a Tierra del Fuego, quienes luego partieron a sectores como Río del Oro y Cordón Baquedano. Otros se asentaron en la costa y fundaron la ciudad de Porvenir, en 1894.